# Foča-Ustikolina
Općina Foča-Ustikolina je jedna od tri općina Bosansko-podrinjske županije Goražde. Područje općine Foča-Ustikolina sastoji se od dijela nekadašnje općine Foča koje je 1995. godine reintegrirano u sastav Federacije BiH. Površina općine iznosi oko 180 km² i prostire se većim dijelom na lijevoj i manjim dijelom na desnoj obali rijeke Drine. 
Sačinjavaju je tri mjesne zajednice, a upravno sjedište općine je u Ustikolini. S obzirom na to da se prostire na obalama i slivovima nekoliko rijeka i rječica u Ustikolini je od davnina bilo izuzetno razvijeno ribarstvo. Oaze zelenila i ljepote u slivovima rijeka omogućavaju idealne uvjete za razvoj riječnog turizma na ovim prostorima. Na teritoriji općine nalazi se znatan broj objekata i simbola iz bogatog kulturno-povijesno naslijeđa Bosne i Hercegovine koji čine sastavni dio njene povijesti.

## Stanovništvo

### Naseljena mjesta
Poslije potpisivanja Daytonskog mirovnog sporazuma, najveći dio općine Foča, s gradom Fočom ušao je u sastav Republike Srpske.
U sastav Federacije BIH, ušla su naseljena mjesta: Bavčići, Bešlići, Bunčići, Donje Žešće, Jabuka, Kolakovići, Lokve, Mazlina, Mravljača, Njuhe, Podgrađe, Previla, Račići, Radojevići, Slavičići, Stojkovići, Ustikolina, Zabor i Zebina Šuma, te dijelovi naseljenih mjesta: Cvilin, Filipovići, Prisoje, Rodijelj i Sorlaci. Od ovog područja formirana je općina Foča-Ustikolina.

## Spomenici i znamenitosti
- Nacionalni spomenici BiH u Foči-Ustikolini